# Wardarski Bogdanci
Wardarski Bogdanci (maced. ФК Вардарски) – północnomacedoński klub piłkarski, mający siedzibę w mieście Bogdanci w południowo-wschodniej części kraju.

## Historia
Chronologia nazw:
- 1969: Wardarski Bogdanci (mac. ФК „Вардарски” Богданци)

Klub piłkarski Wardarski został założony w miejscowości Bogdanci w 1969 roku. Najpierw zespół występował w rozgrywkach lokalnych. W sezonie 1978/79 debiutował w Mistrzostwach Macedońskiej ligi republikańskiej, która była III, a potem IV poziomem Mistrzostw Jugosławii. W 1981 osiągnął swój najlepszy sukces, zdobywając trzecią lokatę w tabeli ligowej. W sezonie 1991/92 zajął 7.miejsce w lidze, które zakwalifikowało do najlepszych klubów kraju startujących w najwyższej lidze.
Po uzyskaniu niepodległości przez Macedonię Północną w 1992 zespół startował w pierwszej lidze, w której zajął ostatnie 18.miejsce i spadł do drugiej ligi. W sezonie 1996/97 uplasował się na 15.miejscu w grupie wschodniej i spadł do trzeciej ligi. Sezon 2010/2011 zakończył na 5.miejscu w grupie południowej, ale w następnym sezonie grał w opsztinskiej lidze. Po roku nieobecności wygrał swoją grupę i wrócił do trzeciej ligi. W sezonie 2013/14 zajął 16.miejsce w grupie południowej i ponownie został zdegradowany do opsztinskiej ligi.

## Barwy klubowe, strój
| Niebieski | Biały |

Klub ma barwy niebiesko-białe. Zawodnicy domowe spotkania zazwyczaj grają w niebieskich koszulkach, niebieskich spodenkach oraz białych getrach.

## Sukcesy

### Trofea międzynarodowe
Nie uczestniczył w rozgrywkach europejskich (stan na 31-05-2019).

### Trofea krajowe
| \| \| Zdobyte trofea w rozgrywkach Macedonii Północnej (stan na: 31-05-2019) \| |                                                                        |      |                 |
| Rozgrywki                                                                       | Osiągnięcie                                                            | Razy | Sezon(y)        |
| Mistrzostwo                                                                     | I miejsce                                                              | 0    |                 |
| Mistrzostwo                                                                     | II miejsce                                                             | 0    |                 |
| Mistrzostwo                                                                     | III miejsce                                                            | 0    |                 |
| Mistrzostwo                                                                     | 18.miejsce                                                             | 1    | 1992/93         |
| Puchar                                                                          | zdobywca                                                               | 0    |                 |
| Puchar                                                                          | finalista                                                              | 0    |                 |
| Puchar                                                                          | ?                                                                      | ?    | ?               |
| II liga                                                                         | I miejsce                                                              | 0    |                 |
| II liga                                                                         | II miejsce                                                             | 0    |                 |
| II liga                                                                         | III miejsce                                                            | 0    |                 |
| II liga                                                                         | 9.miejsce                                                              | 1    | 1994/95 (wsch.) |
| Macedonia Północna                                                              | Zdobyte trofea w rozgrywkach Macedonii Północnej (stan na: 31-05-2019) |      |                 |

Jugosławia
- Macedońska republikańska liga (D3):
  - 3.miejsce (1x): 1980/81

## Poszczególne sezony

### Rozgrywki krajowe
| \| Macedonia Północna \| Bilans występów klubu w rozgrywkach piłkarskich Macedonii Północnej (Stan na 31 maja 2019 r.) \| \| |                                                                                               |        |       |   |   |   |    |    |     |                    |        |        |      |
| Poziom | Rozgrywki                                                                                     | Sezony | Mecze | Z | R | P | B+ | B– | Pkt | Lata               | Awanse | Spadki | Naj. |
| I | 1 liga                                                                                        | 1      |       |   |   |   |    |    |     | 1992/93            | 0      | 1      | 18   |
| II | 2 liga                                                                                        | 4      |       |   |   |   |    |    |     | 1993–1997          | 0      | 1      | 9    |
| III | 3 liga                                                                                        | 15     |       |   |   |   |    |    |     | 1997–2011, 2012/13 | 0      | 2      | ?    |
| IV | opsztinska liga                                                                               | 0      |       |   |   |   |    |    |     | 2011/12, od 2013   | 1      | 0      | ?    |
| | Puchar                                                                                        |        |       |   |   |   |    |    |     | od 1992            |        |        | ?    |
| Macedonia Północna | Bilans występów klubu w rozgrywkach piłkarskich Macedonii Północnej (Stan na 31 maja 2019 r.) |        |       |   |   |   |    |    |     |                    |        |        |      |

## Struktura klubu

### Stadion
Klub piłkarski rozgrywa swoje mecze domowe na stadionie miejskim w Bogdanci, który może pomieścić 500 widzów.

### Inne sekcje
Klub prowadzi drużyny dla dzieci i młodzieży w każdym wieku.

## Kibice i rywalizacja z innymi klubami

### Rywalizacja
Największymi rywalami klubu są inne zespoły z okolic.

### Derby
- Kożuf Gewgelija
- Pobeda Wałandowo
- Dojransko Jezoro Now Dojran